# 兴隆街道 (南京市)
兴隆街道是中华人民共和国江苏省南京市建邺区的一个街道，成立于1995年，总面积7.03平方公里，下辖7个社区、3个行政村，2010年常住人口67267人。

## 下辖社区与行政村
- 积善社区
- 桃园居社区
- 正达社区
- 月安社区
- 金典社区
- 奥体社区
- 仁河社区
- 河北村
- 河南村
- 兴隆村